# Celta Vigo
Der Real Club Celta de Vigo, im deutschsprachigen Raum bekannt als Celta Vigo, ist ein in der Stadt Vigo in Galicien ansässiger spanischer Fußballclub.
Die Celtiñas (kleine Kelten) spielen zu Hause mit hellblauen Trikots und weißen Hosen. Ihre Heimspielstätte ist das Abanca Balaídos mit einer Kapazität von 29.000 Zuschauern.

## Geschichte

Leistungen des Celta Vigo in der Liga 1929-heute

Der Verein wurde am 28. August 1923 durch die Fusion von Real Vigo Sporting Club (auch Vigo FC genannt) und Real Fortuna Vigo gegründet. Vigo Sporting hatte 1908 im Finale um die Copa del Rey gestanden. Celta hat viele Jahre in der Primera División gespielt, konnte aber noch keinen Titel in Meisterschaft oder Pokalwettbewerb gewinnen.
In der Saison 1970/71 blieb Celta Vigo im eigenen Stadion ungeschlagen und wurde als die „Riesentöter“ bekannt. Celta beendete die Saison auf dem sechsten Tabellenplatz und war damit für den UEFA-Pokal qualifiziert. Allerdings schied man dort bereits in der ersten Runde gegen den FC Aberdeen aus dem Wettbewerb aus.
Von 1997 bis 2003 konnte Celta regelmäßig in der Spitze der Primera División mitspielen. 2000/01 blieb man die ganze Saison über unter den besten sechs Vereinen der Liga und fiel nie auf einen hinteren Tabellenplatz zurück. In diesen Zeiten wurde das Team „Eurocelta“ genannt, da Celta Vigo während dieses Zeitraums an europäischen Wettbewerben teilnahm.
2002/03 wurde der vierte Platz erreicht, und damit der Einstieg in die 3. Qualifikationsrunde der UEFA Champions League. Die Mannschaft qualifizierte sich für die Gruppenphase und konnte in der UEFA Champions League 2003/04 bis ins Achtelfinale vorstoßen, ehe sich der Klub dem FC Arsenal geschlagen geben musste. In der spanischen Meisterschaft war die Form des Klubs 2003/04 dagegen katastrophal, und die Saison wurde auf dem vorletzten Tabellenplatz beendet. Es folgte der Abstieg in die Segunda División.
Mit dem zweiten Platz in der Segunda 2004/05 gelang Celta aber gleich wieder der Aufstieg in die oberste Liga. Bereits in der darauffolgenden Saison qualifizierte sich der Verein durch das Erreichen des sechsten Tabellenplatzes wieder für den UEFA-Pokal, in dem sie gegen Eintracht Frankfurt spielten und im Achtelfinale an Werder Bremen scheiterten.
Am Ende der Saison 2006/07 stand Celta Vigo auf dem 18. Platz und musste erneut in die Segunda División absteigen. Hier konnte in der Saison 2007/08 der weitere Abstieg sportlich vermieden werden; der Zwangsabstieg aus wirtschaftlichen Gründen konnte nur durch Rekurs auf das spanische Konkursgesetz abgewendet werden.
In der Saison 2011/12 kehrte Vigo unter Trainer Paco Herrera als Tabellenzweiter in die Primera División zurück und konnte in der Saison 2012/13 den direkten Wiederabstieg mit Tabellenplatz 17 knapp verhindern. Dennoch trennte sich der Verein von Cheftrainer Abel Resino, der durch Luis Enrique ersetzt wurde. Das Team beendete die folgende Saison 2013/14 auf Platz neun, 2014/15 unter Trainer Eduardo Berizzo, der schon als Verteidiger bei der Eurocelta gespielt hatte, auf Platz acht, 2015/16 auf Platz sechs, was die Teilnahme an der Europa League bedeutete. In der Copa del Rey desselben Jahres erreichte Celta Vigo nach 15 Jahren wieder das Halbfinale, in dem man am FC Sevilla scheiterte.
In der Saison 2016/17 nahm Celta Vigo an der Gruppenphase der UEFA Europa League in einer Gruppe mit Ajax Amsterdam, Standard Lüttich und Panathinaikos Athen teil. Celta Vigo erreichte in der Saison national wieder das Halbfinale der Copa del Rey sowie das Halbfinale der UEFA Europa League, in dem man an Manchester United scheiterte.
Die Saison 2017/18 beendete Celta Vigo mit dem Trainer Juan Carlos Unzué auf Platz 12. An die Erfolge der Vorsaison konnte man jedoch nicht annähernd anknüpfen. Zur Saison 2018/19 wurde Antonio Mohamed als neuer Trainer eingestellt. Unter ihm waren die Leistungen jedoch nicht zufriedenstellend, weshalb er ebenso wie sein Assistent Gustavo Lema entlassen wurde. Mit Miguel Cardoso an der Seitenlinie schien es aber noch schlechter zu laufen. Nach nur drei Monaten wurde er durch Fran Escribá ersetzt, da der Klassenerhalt zwischenzeitlich auf der Kippe stand. Unter ihm schaffte Celta mit vier Punkten Vorsprung auf den FC Girona noch den Klassenerhalt und belegte hierbei den 17. Platz.
Aber auch für Escriba gab es langfristig keine Zukunft bei Celta, da er nach vier aufeinanderfolgenden Niederlagen im November 2019 entlassen wurde. Óscar García übernahm als Nächstes den Trainerposten beim Klub aus Vigo. Aber auch unter ihm schienen die Leistungen im Verein nicht besser zu werden. Erneut erreichte Celta den 17. Platz und sicherte sich den Klassenerhalt erst am letzten Spieltag mit einem 0:0 gegen Schlusslicht Espanyol Barcelona. In der dritten Runde der Copa del Rey musste man sich überraschend dem CD Mirandés – der erst frisch in die zweite Liga aufgestiegen war – nach Verlängerung mit 1:2 geschlagen geben.
Zur Saison 2020/21 verpflichtete man Eduardo Coudet als neuen Trainer, nachdem García die Erwartungen nicht erfüllen konnte und im November 2020 entlassen wurde. Erneut scheiterte man in der Copa del Rey an einer unterklassigen Mannschaft. Diesmal verlor man in der zweiten Runde mit 2:5 gegen den Drittligisten UD Ibiza. In der Liga steigerte sich Celta Vigo aber deutlich und erreichte schlussendlich sogar den achten Platz, womit die Rückkehr in den Europapokal nur knapp verpasst wurde. Die Leistungen in der Saison 2021/22 gaben ein ähnliches Bild ab wie in der Vorsaison. Erneut unterlag man in der Copa del Rey einem Drittligisten. Diesmal gab es in der dritten Runde ein 1:2 gegen Atlético Baleares, das zuvor bereits den FC Getafe mit 5:0 ausgeschaltet hatte. In der Liga reichte es für den elften Platz.
Nachdem man in der Saison 2022/23 für fünf Ligaspiele am Stück ohne Sieg geblieben war, wurde Coudet durch Carlos Carvalhal ersetzt. Unter seiner Leitung stabilisierte sich Celta jedoch nicht wirklich und fiel erneut in den Abstiegskampf. Am Ende stand zwar ein 13. Platz zu Buche, jedoch hatte man auf den ersten Abstiegsplatz nur drei Punkte Vorsprung. Ein 2:1-Achtungserfolg gegen den FC Barcelona sicherte am letzten Spieltag ebenjenen 13. Platz.
Zur Saison 2023/24 übernahm Rafael Benítez von Anfang an den Trainerposten bei Celta Vigo, da man von Carvalhal nicht überzeugt war. Erstmals seit sechs Jahren erreichte man das Achtelfinale der Copa del Rey. Dort konnte man den FC Valencia auswärts mit 3:1 bezwingen und erreichte somit das Viertelfinale. Dort war jedoch nach einer 1:2-Heimniederlage gegen Real Sociedad Endstation. Nach einer 0:4-Niederlage gegen Real Madrid musste Benítez den Trainerposten wieder frei machen, womit Claudio Giráldez als neuer Trainer eingestellt wurde. Er konnte Celta wieder aus dem Abstiegskampf befreien und am Ende auf Platz 13 festsetzen.

## Erfolge

### National
- Copa del Rey: 4 Finalspiele
  - 1908 gegen Real Madrid (1:2)
  - 1948 gegen den FC Sevilla (1:4)
  - 1994 gegen Real Saragossa (4:5 n. E.)
  - 2001 gegen Real Saragossa (1:3)

### Europapokalbilanz
- UEFA Champions League: 1 Teilnahme (2003/04), Achtelfinale
- UEFA Europa League (früher UEFA-Pokal): 8 Teilnahmen, 1 Halbfinale
- UEFA Intertoto Cup: 1 Teilnahme (2000), Finalsieg

| Saison    | Wettbewerb            | Runde                  | Gegner                 | Gesamt    | Hin     | Rück          |
| --------- | --------------------- | ---------------------- | ---------------------- | --------- | ------- | ------------- |
| 1971/72   | UEFA-Pokal            | 1. Runde               | FC Aberdeen            | 0:3       | 0:2 (H) | 0:1 (A)       |
| 1998/99   | UEFA-Pokal            | 1. Runde               | FC Argeș Pitești       | 8:0       | 1:0 (A) | 7:0 (H)       |
| 1998/99   | UEFA-Pokal            | 2. Runde               | Aston Villa            | 3:2       | 0:1 (H) | 3:1 (A)       |
| 1998/99   | UEFA-Pokal            | 3. Runde               | FC Liverpool           | 4:1       | 3:1 (H) | 1:0 (A)       |
| 1998/99   | UEFA-Pokal            | Viertelfinale          | Olympique Marseille    | 1:2       | 1:2 (A) | 0:0 (H)       |
| 1999/2000 | UEFA-Pokal            | 1. Runde               | Lausanne-Sports        | 6:3       | 2:3 (A) | 4:0 (H)       |
| 1999/2000 | UEFA-Pokal            | 2. Runde               | Aris Thessaloniki      | 4:2       | 2:2 (A) | 2:0 (H)       |
| 1999/2000 | UEFA-Pokal            | 3. Runde               | Benfica Lissabon       | 8:1       | 7:0 (H) | 1:1 (A)       |
| 1999/2000 | UEFA-Pokal            | Achtelfinale           | Juventus Turin         | 4:1       | 0:1 (A) | 4:0 (H)       |
| 1999/2000 | UEFA-Pokal            | Viertelfinale          | RC Lens                | 1:2       | 0:0 (H) | 1:2 (A)       |
| 2000      | UEFA Intertoto Cup    | 3. Runde               | FK Pelister Bitola     | 5:1       | 3:0 (H) | 2:1 (A)       |
| 2000      | UEFA Intertoto Cup    | Halbfinale             | Aston Villa            | 3:1       | 1:0 (H) | 2:1 (A)       |
| 2000      | UEFA Intertoto Cup    | Finale                 | Zenit Sankt Petersburg | 4:3       | 2:1 (H) | 2:2 (A)       |
| 2000/01   | UEFA-Pokal            | 1. Runde               | HNK Rijeka             | 1:0       | 0:0 (H) | 1:0 n. V. (A) |
| 2000/01   | UEFA-Pokal            | 2. Runde               | FK Roter Stern Belgrad | 3:1       | 0:1 (A) | 03:0 (H) 1    |
| 2000/01   | UEFA-Pokal            | 3. Runde               | Schachtar Donezk       | 1:0       | 0:0 (H) | 1:0 n. V. (A) |
| 2000/01   | UEFA-Pokal            | Achtelfinale           | VfB Stuttgart          | 2:1       | 0:0 (A) | 2:1 (H)       |
| 2000/01   | UEFA-Pokal            | Viertelfinale          | FC Barcelona           | (a)4:4(a) | 1:2 (A) | 3:2 (H)       |
| 2001/02   | UEFA-Pokal            | 1. Runde               | SK Sigma Olomouc       | 7:4       | 4:0 (H) | 3:4 (A)       |
| 2001/02   | UEFA-Pokal            | 2. Runde               | Slovan Liberec         | 3:4       | 3:1 (H) | 0:3 (A)       |
| 2002/03   | UEFA-Pokal            | 1. Runde               | Odense BK              | 2:1       | 2:0 (H) | 0:1 (A)       |
| 2002/03   | UEFA-Pokal            | 2. Runde               | Viking Stavanger       | 4:1       | 3:0 (H) | 1:1 (A)       |
| 2002/03   | UEFA-Pokal            | 3. Runde               | Celtic Glasgow         | (a)2:2(a) | 0:1 (A) | 2:1 (H)       |
| 2003/04   | UEFA Champions League | 3. Qualifikationsrunde | Slavia Prag            | 3:2       | 3:0 (H) | 0:2 (A)       |
| 2003/04   | UEFA Champions League | Gruppenphase           | FC Brügge              | 2:2       | 1:1 (A) | 1:1 (H)       |
| 2003/04   | UEFA Champions League | Gruppenphase           | AC Mailand             | 2:1       | 0:0 (H) | 2:1 (A)       |
| 2003/04   | UEFA Champions League | Gruppenphase           | Ajax Amsterdam         | 3:3       | 0:1 (A) | 3:2 (H)       |
| 2003/04   | UEFA Champions League | Achtelfinale           | FC Arsenal             | 2:5       | 2:3 (H) | 0:2 (A)       |
| 2006/07   | UEFA-Pokal            | 1. Runde               | Standard Lüttich       | 4:0       | 1:0 (A) | 3:0 (H)       |
| 2006/07   | UEFA-Pokal            | Gruppenphase           | Eintracht Frankfurt    | 1:1       | 1:1 (H) |               |
| 2006/07   | UEFA-Pokal            | Gruppenphase           | Newcastle United       | 1:2       | 1:2 (A) |               |
| 2006/07   | UEFA-Pokal            | Gruppenphase           | Fenerbahçe Istanbul    | 1:0       | 1:0 (H) |               |
| 2006/07   | UEFA-Pokal            | Gruppenphase           | US Palermo             | 1:1       | 1:1 (A) |               |
| 2006/07   | UEFA-Pokal            | Sechzehntelfinale      | Spartak Moskau         | 3:2       | 1:1 (A) | 2:1 (H)       |
| 2006/07   | UEFA-Pokal            | Achtelfinale           | Werder Bremen          | 0:3       | 0:1 (H) | 0:2 (A)       |
| 2016/17   | UEFA Europa League    | Gruppenphase           | Standard Lüttich       | 2:2       | 1:1 (A) | 1:1 (H)       |
| 2016/17   | UEFA Europa League    | Gruppenphase           | Ajax Amsterdam         | 3:4       | 1:1 (H) | 2:3 (A)       |
| 2016/17   | UEFA Europa League    | Gruppenphase           | Panathinaikos Athen    | 4:0       | 2:0 (H) | 2:0 (A)       |
| 2016/17   | UEFA Europa League    | Sechzehntelfinale      | Schachtar Donezk       | 2:1       | 0:1 (H) | 2:0 n. V. (A) |
| 2016/17   | UEFA Europa League    | Achtelfinale           | FK Krasnodar           | 4:1       | 2:1 (H) | 2:0 (A)       |
| 2016/17   | UEFA Europa League    | Viertelfinale          | KRC Genk               | 4:3       | 3:2 (H) | 1:1 (A)       |
| 2016/17   | UEFA Europa League    | Halbfinale             | Manchester United      | 1:2       | 0:1 (H) | 1:1 (A)       |

Gesamtbilanz: 75 Spiele, 36 Siege, 18 Unentschieden, 21 Niederlagen, 117:69 Tore (Tordifferenz +48)

### Klub-Daten
- Saisons 1ª: 51
- Saisons 2ª: 32
- Saisons 2ªB: 1
- Saisons 3ª: 1
- Beste Platzierung 1ª: 4. (47/48)/(02/03)
- Schl. Platzierung 1ª: 19.(89/90)/(03/04)
- Erstes Tor Primera: Nolete (Zaragoza-Celta 3:2 71. Min. 3. Dezember 1939)
- Erstes Tor Segunda: Ramiro (Celta-Iberia 1:2, Februar 1929)
- Meisten Treffer Primera: 69 (98/99)
- Meisten Punkte Primera: 64 (98/99)
- Meisten Saisonsiege: 20 (2005/06)

## Aktueller Kader 2024/25
Stand: 3. Mai 2025
| Nr.        | Nat.        | Name             | Geburtstag        | im Verein seit | Vertrag bis |     |
| Tor        | Tor         | Tor              | Tor               | Tor            | Tor         | Tor |
| ---------- | ----------- | ---------------- | ----------------- | -------------- | ----------- | --- |
| 01         | Spanien     | Iván Villar      | 9. Juli 1997      | 2019           | 2027        |     |
| 13         | Spanien     | Vicente Guaita   | 10. Januar 1987   | 2023           | 2025        |     |
| Abwehr     |             |                  |                   |                |             |     |
| 02         | Schweden    | Carl Starfelt    | 1. Juni 1995      | 2023           | 2027        |     |
| 03         | Spanien     | Óscar Mingueza   | 13. Mai 1999      | 2022           | 2026        |     |
| 05         | Spanien     | Sergio Carreira  | 13. Oktober 2000  | 2024           | 2025        |     |
| 20         | Spanien     | Marcos Alonso    | 28. Dezember 1990 | 2024           | 2025        |     |
| 21         | Serbien     | Mihailo Ristić   | 31. Oktober 1995  | 2023           | 2026        |     |
| 22         | Spanien     | Javier Manquillo | 5. Mai 1994       | 2024           | 2025        |     |
| 24         | Spanien     | Carlos Domínguez | 11. Februar 2001  | 2023           | 2026        |     |
| 32         | Spanien     | Javi Rodríguez   | 26. Juni 2003     | 2024           | 2028        |     |
| Mittelfeld |             |                  |                   |                |             |     |
| 04         | Spanien     | Hugo Sotelo      | 19. Dezember 2003 | 2023           | 2028        |     |
| 06         | Guinea-a    | Ilaix Moriba     | 19. Januar 2003   | 2024           | 2025        |     |
| 08         | Spanien     | Fran Beltrán     | 3. Februar 1999   | 2018           | 2026        |     |
| 14         | Spanien     | Iker Losada      | 1. August 2001    | 2025           | 2025        |     |
| 16         | Brasilien   | Jailson          | 7. September 1995 | 2024           | 2025        |     |
| 25         | Spanien     | Damián Rodríguez | 17. März 2003     | 2024           | 2028        |     |
| Sturm      |             |                  |                   |                |             |     |
| 07         | Spanien     | Borja Iglesias   | 17. Januar 1993   | 2024           | 2025        |     |
| 10         | Spanien     | Iago Aspas       | 1. August 1987    | 2015           | 2026        |     |
| 11         | Argentinien | Franco Cervi     | 26. Mai 1994      | 2021           | 2026        |     |
| 12         | Spanien     | Alfonso González | 4. Mai 1999       | 2024           | 2025        |     |
| 18         | Spanien     | Pablo Durán      | 25. Mai 2001      | 2024           | 2027        |     |
| 19         | Schweden    | Williot Swedberg | 1. Februar 2004   | 2022           | 2027        |     |
| 23         | Spanien     | Hugo Álvarez     | 2. Juli 2003      | 2024           | 2028        |     |

- Trainer: Claudio Giráldez

## Ehemalige Spieler
- Gabriel Alonso (1946–1951)
- Vicente Álvarez (1980–1996)
- Atilano (1982–1994)
- Fernando Baiano (2005–2007)
- Eduardo Berizzo (2001–2005)
- Fernando Cáceres (1998–2004)
- Santiago Cañizares (1992–1994)
- Pablo Cavallero (2000–2004)
- Santiago Castro (1971–1980)
- Catanha (2000–2004)
- Pablo Contreras (2001–2008)
- Goran Đorović  (1997–2001)
- Richard Dutruel (1996–2000)
- Edu (2000–2004)
- Juan Fernández (1969–1980)
- Everton Giovanella (1999–2006)
- Wladimir Gudelj (1991–1999)
- Hermidita (1944–1956)
- Juanfran (1999–2005)
- Waleri Karpin (1997–2002)
- Michael Krohn-Dehli (2012–2015)
- Ángel López (2003–2007)
- Gustavo López (1999–2007)
- Pichi Lucas (1980–1990)
- Peter Luccin (2001–2004)
- Hugo Mallo (2009–2023)
- Claude Makélélé (1998–2000)
- Mazinho (1996–2000)
- Benni McCarthy (1999–2003)
- Alexander Mostowoi (1996–2004)
- Nolito (2013–2016)
- Jorge Otero (1987–1994)
- Borja Oubiña (2004–2015)
- Pahiño (1943–1948)
- Luis Casas Pasarín (1923–1929)
- Ljuboslaw Penew (1998–1999)
- José Manuel Pinto (1998–2008)
- Diego Placente (2005–2007)
- Ramón Polo (1923–1935)
- Quinocho (1953–1964)
- Haim Revivo (1996–2000)
- José Fernando Rodilla (1969–1976)
- Míchel Salgado (1995–1999)
- Patxi Salinas (1992–1998)
- Juan Sánchez (1994–1999, 2004–2006)
- Sylvinho (2001–2004)
- Vágner (2000–2004)
- Juan Velasco (1999–2004)
- Daniel Wass (2015–2018)

## Trainer
- Andrés Balsa (1925–1927)
- Ramón Encinas (1928–1931)
- Josep Planas (1931–1932)
- José María Peña (1932–1935)
- Ricardo Comesaña (1935–1936)
- Joaquín Cárdenes (1940–1941)
- Ferenc Plattkó (1938)
- Ricardo Comesaña (1938–1939)
- Joaquín Cárdenes (1940–1941)
- Baltasar Albeníz (1941–1944)
- Károly Plattkó (1941–1944)
- Ricardo Zamora (1946–1949)
- Luis Casas Pasarín (1948–1951)
- Roberto Ozores (1951–1952)
- Luis Urquiri (1953)
- José Iraragorri (1953)
- Ricardo Zamora (1953–1955)
- Luis Urquiri (1955–1956)
- Alejandro Scopelli (1956–1957)
- Luis Casas Pasarín (1957–1959)
- Lluís Miró (1959)
- Baltasar Albeníz (1959–1960)
- Ricardo Zamora (1960)
- Louis Hon (1961–1962)
- Juan Aretio (1962)
- Ignacio Eizaguirre (1962–1963)
- Joseíto (1963–1965)
- Rafa Yunta (1965–1966)
- César Rodríguez (1966–1967)
- Ignacio Eizaguirre (1967–1969)
- Roque Olsen (1969–1970)
- José Villar Fernández (1970)
- Juan Arza (1970–1972)
- Pedro Dellacha (1972–1973)
- Juan Aretio (1973)
- Juan Arza (1973–1974)
- Mariano Moreno (1974–1975)
- Carmelo Cedrún (1975–1977)
- José Villar Fernández (1977)
- José María Maguregui (1977–1978)
- Laureano Ruiz (1978–1979)
- Carmelo Cedrún (1979–1980)
- Juan Arza (1980)
- Milorad Pavić (1980–1983)
- Carriega (1983–1984)
- Félix Carnero (1984–1985)
- José Luis García Triad (1985–1986)
- José Villar Fernández (1986)
- Colin Addison (1986–1987)
- José María Maguregui (1987–1988)
- José Villar Fernández (1988)
- José Novoa (1988–1989)
- Delfín Álvarez (1989–1990)
- José María Maguregui (1990–1991)
- Txetxu Rojo (1991–1994)
- Carlos Aimar (1994–1995)
- Fernando Castro (1995–1997)
- Javier Irureta (1997–1998)
- Víctor Fernández (1998–2002)
- Miguel Ángel Lotina (2002–2004)
- Radomir Antić (2004)
- Félix Carnero (2004)
- Fernando Vázquez (2004–2007)
- Christo Stoitschkow (2007)
- Juan Ramón López Caro (2007–2008)
- Antonio López (2008)
- Alejandro Menendez (2008)
- Pepe Murcia (2008–2009)
- Eusebio Sacristán (2009–2010)
- Paco Herrera (2010–2013)
- Abel Resino (2013)
- Luis Enrique (2013–2014)
- Eduardo Berizzo (2014–2017)
- Juan Carlos Unzué (2017–2018)
- Antonio Mohamed (2018)
- Miguel Cardoso (2018–2019)
- Fran Escribá (2019)
- Óscar García (2019–2020)
- Eduardo Coudet (2020–2022)
- Carlos Carvalhal (2022–2022)
- Rafael Benítez (2023–2024)
- Claudio Giráldez (2024–   )